# Schweinfurt (stad)
Schweinfurt is een kreisfreie Stadt in Duitsland en ligt aan de Main, in het noordwesten van de deelstaat Beieren. De stad telt 53.319 inwoners (31 december 2020) op een oppervlakte van 35,71 km².

## Geschiedenis
De geschiedenis van Schweinfurt gaat terug tot de 8e eeuw. Van 1282 tot 1803 was het de Rijksstad Schweinfurt, een tot de Frankische Kreits behorende rijksstad binnen het Heilige Roomse Rijk.

### Tweede Wereldoorlog
Tijdens de Tweede Wereldoorlog stonden er, met de stroom mee meteen na Schweinfurt aan de rechteroever van de Main, twee kampen voor dwangarbeid.

## Geboren in Schweinfurt
- Friedrich Rückert (1788 -1866), dichter en oriëntalist
- Margarethe Geiger (1783-1809), schilder
- Theodor Fischer (1862-1938), architect en stedenbouwkundige
- Andreas Kupfer (1914-2001), voetballer
- Michael Stein (1935-2009), Nederlands journalist
- Remig Stumpf (1966-2019), wielrenner
- Johannes Geis (1993), voetballer

## Bezienswaardigheid

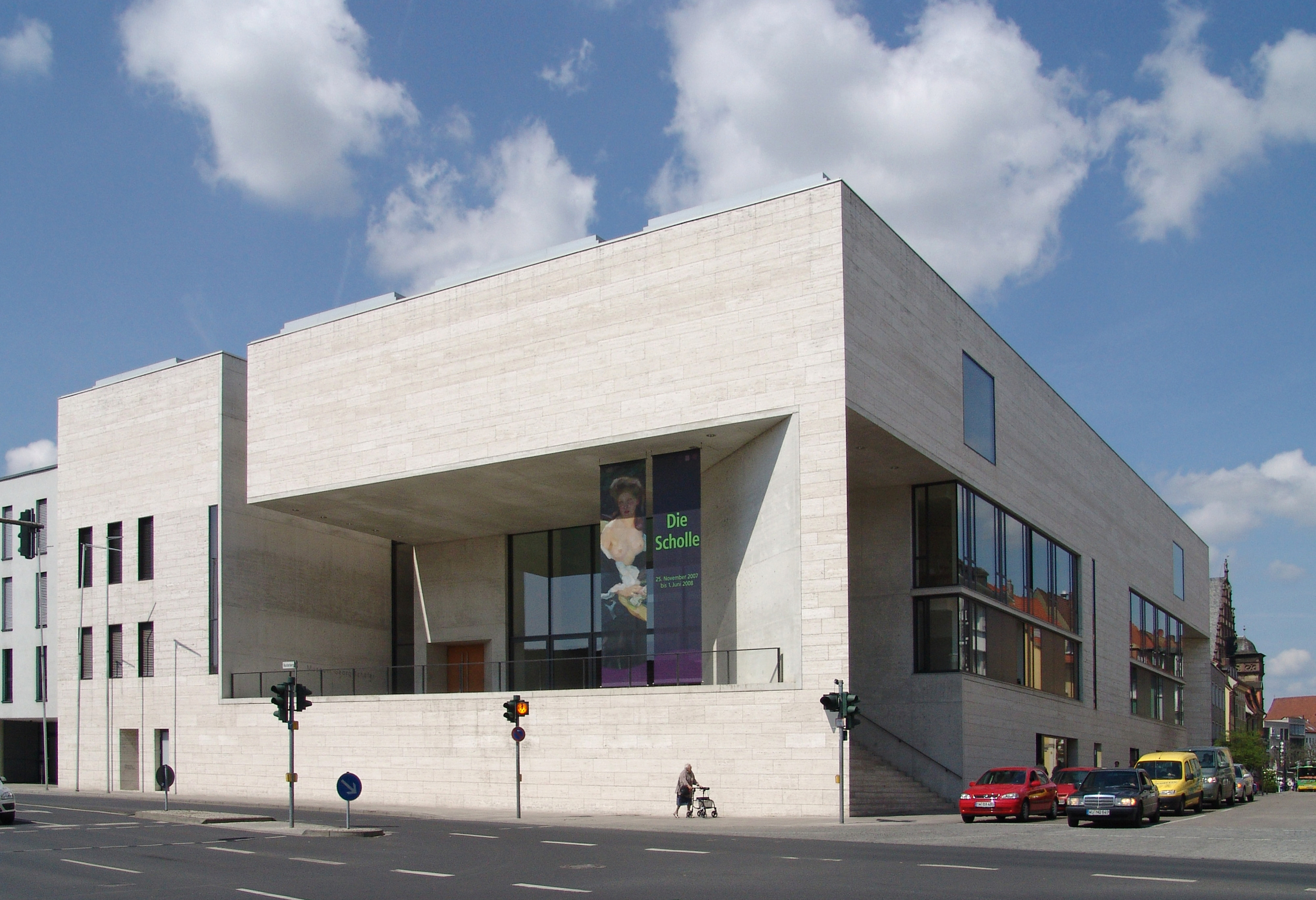
Museum Georg Schäfer

- Museum Georg Schäfer

Aichach-Friedberg · Altötting · Amberg · Amberg-Sulzbach · Ansbach (stad) · Landkreis Ansbach · Aschaffenburg (stad) · Landkreis Aschaffenburg · Augsburg (stad) · Landkreis Augsburg · Bad Kissingen · Bad Tölz-Wolfratshausen · Bamberg (stad) · Landkreis Bamberg · Bayreuth (stad) · Landkreis Bayreuth · Berchtesgadener Land · Cham · Coburg (stad) · Landkreis Coburg · Dachau · Deggendorf · Dillingen an der Donau · Dingolfing Landau · Donau-Ries · Ebersberg · Eichstätt · Erding · Erlangen · Erlangen-Höchstadt · Forchheim · Freising · Feyung-Grafenau · Fürstenfeldbruck · Fürth (stad) · Landkreis Fürth · Garmisch-Partenkirchen · Günzburg · Haßberge · Hof (stad) · Landkreis Hof · Ingolstadt · Kaufbeuren · Kelheim · Kempten im Allgäu · Kitzingen · Kronach · Kulmbach · Landsberg am Lech · Landshut (stad) · Landkreis Landshut · Lichtenfels · Lindau · Main-Spessart · Memmingen · Miesbach · Miltenberg · Mühldorf am Inn · München · Landkreis München · Neuburg-Schrobenhausen · Neumarkt in der Oberpfalz · Neurenberg · Neustadt an der Aisch-Bad Windsheim · Neustadt an der Waldnaab · Neu-Ulm · Nürnberger Land · Oberallgäu · Ostallgäu · Passau (stad) · Landkreis Passau · Pfaffenhofen an der Ilm · Regen · Regensburg (stad) · Landkreis Regensburg · Rhön-Grabfeld · Rosenheim (stad) · Landkreis Rosenheim · Roth · Rottal-Inn · Schwabach · Schwandorf · Schweinfurt (stad) · Landkreis Schweinfurt · Starnberg · Straubing · Straubing-Bogen · Tirschenreuth · Traunstein · Unterallgäu · Weiden in der Oberpfalz · Weilheim-Schongau · Weißenburg-Gunzenhausen · Wunsiedel im Fichtelgebirge · Würzburg (stad) · Landkreis Würzburg